# رونالد بيرس
رونالد بيرس (بالإنجليزية: Ronald Pierce)‏ هو مهندس الصوت ومهندس أمريكي، ولد في 18 سبتمبر 1909، وتوفي في 5 مارس 2008 في Fort Mohave, Arizona ‏ في الولايات المتحدة.

## وصلات خارجية
- رونالد بيرس على موقع IMDb (الإنجليزية)
- رونالد بيرس على موقع قاعدة بيانات الفيلم (الإنجليزية)